# Thomas Stafford
Thomas Patten „Tom” Stafford (ur. 17 września 1930 w Weatherford w stanie Oklahoma, zm. 18 marca 2024 w Satellite Beach) – amerykański astronauta, generał United States Air Force. Uczestniczył w programach kosmicznych Gemini, Apollo oraz Apollo-Sojuz (wspólny lot statków Sojuz i Apollo).

## Wykształcenie oraz służba wojskowa
W Weatherford ukończył szkołę średnią (Weatherford High School). W 1952 w Akademii Marynarki Wojennej Stanów Zjednoczonych w Annapolis uzyskał licencjat z nauk ścisłych (z wyróżnieniem). Następnie wstąpił do Sił Powietrznych USA. We wrześniu 1953 ukończył kurs lotniczy w bazie wojskowej Connally (James Connally Air Force Base) w Waco w  Teksasie i został pilotem wojskowym. Później skierowano go na szkolenie do 54 eskadry myśliwców przechwytujących (54th Flight Interceptor Squadron) w bazie Ellsworth (Ellsworth Air Force Base) w Rapid City w Dakocie Południowej. W grudniu 1955 został przeniesiony do służby w 496 eskadrze myśliwców przechwytujących (496th Fighter Interceptor Squadron) w bazie Hahn (Hahn Air Base) w Niemczech. W 1959 ukończył szkołę Pilotów Doświadczalnych Amerykańskich Sił Powietrznych (USAF Experimental Test Pilot School) w bazie Edwards (Edwards Air Force Base) w Kalifornii. Następnie pracował tam w charakterze pilota-instruktora do chwili włączenia go przez NASA do grupy astronautów.
Po odejściu z NASA w 1975 powrócił do służby wojskowej i został dowódcą Centrum Lotów Doświadczalnych lotnictwa (USAF Flight Test Center). W marcu 1978 otrzymał awans na stopień generała-porucznika, a w maju tego samego roku rozpoczął służbę w sztabie Sił Powietrznych USA w Waszyngtonie. Był zastępcą dowódcy sztabu ds. badań, rozwoju i zakupów (Deputy Chief of Staff, Research, Development and Acquisition). Brał udział w tworzeniu samolotów stealth – myśliwca F-117 i bombowca B-2.
W listopadzie 1979 przeszedł na emeryturę.

## Kariera astronauty
17 września 1962 został członkiem drugiej grupy astronautów NASA (NASA 2). Przygotowywał się do lotów na statkach kosmicznych Gemini oraz Apollo. Uczestniczył w czterech misjach kosmicznych.
Od czerwca 1969 pełnił obowiązki szefa grupy astronautów NASA. Odpowiadał za wybór załóg do programu Apollo i Skylab. Nadzorował i koordynował proces szkolenia załóg wyznaczonych do lotów.
W czerwcu 1971 został zastępcą dyrektora Wydziału Załóg Latających (Deputy Director of Flight Crew Operations) w Centrum Lotów Załogowych NASA. Do jego obowiązków należało pomaganie dyrektorowi wydziału w planowaniu i realizacji programów przewidzianych dla zespołu astronautów.
W 1971 wziął udział w państwowym pogrzebie ofiar Sojuza 11 w Moskwie; był jednym z niosących trumnę.
1 listopada 1975 opuścił oddział astronautów NASA.

### Program Gemini
W 1965 był rezerwowym pilotem misji Gemini 3. W załodze podstawowej funkcję tę pełnił John Young.
W dniach 15–16 grudnia 1965 był pilotem misji Gemini 6A, którą dowodził Walter Schirra. Astronauci podczas lotu zbliżyli się na odległość 30 cm do wystrzelonego wcześniej statku Gemini 7 z Frankiem Bormanem i Jamesem Lovellem. Oba statki nie były wyposażone w urządzenia cumownicze i nie mogło być mowy o ich połączeniu się. Lot w zbliżeniu trwał w 5 godzin i 18 minut. Początkowo zadaniem tej wyprawy było połączenie się na orbicie z członem rakiety typu Agena. Po starcie okazało się jednak, że uległ on awarii i wobec tego postanowiono, że zostanie przeprowadzone „kosmiczne rendez-vous” statków Gemini 7 i Gemini 6A.
Do swojego drugiego lotu Stafford wystartował 3 czerwca 1966 jako dowódca statku Gemini 9A. Pilotem podczas tej misji był Eugene Cernan. Pierwotnie, w styczniu 1966 do lotu Gemini 9 wyznaczeni byli dwaj inni astronauci: Elliott See i Charles Bassett. Załoga Stafforda była rezerwową. W lutym jednak See i Bassett zginęli w katastrofie lotniczej. Nazwę misji zmieniono na Gemini 9A, a dublerzy stali się załogą podstawową. Jednym z podstawowych zadań astronautów podczas lotu miało być połączenie statku Gemini z członem ATDA (Augmented Target Docking Adapter). Niestety od obiektu nie odłączyła się osłona aerodynamiczna i cały manewr musiał zostać odwołany. Innym celem misji było wypróbowanie przez Cernana podczas wyjścia w otwarty kosmos nowego, osobistego systemu manewrującego AMU (Autonomy Maneuvering Unit). Tu również załogę dotknęło niepowodzenie. Ponad dwugodzinny spacer tak wyczerpał astronautę, że zaszła konieczność zrezygnowania z prób AMU. Cernan stracił również kamerę z filmem, który wykonał podczas spaceru w kosmosie.

### Program Apollo

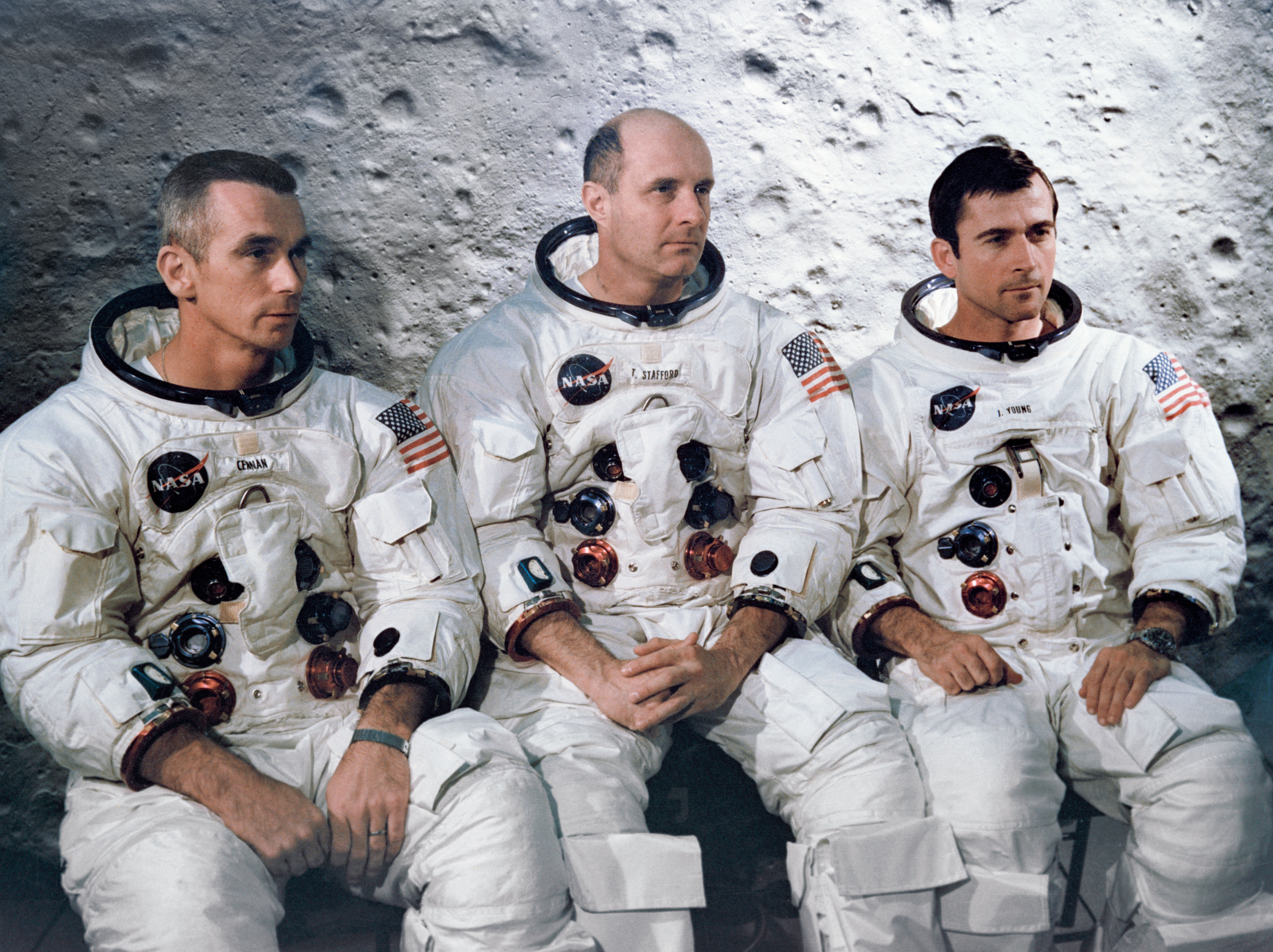
Załoga Apollo 10: (od lewej) Eugene Cernan, Thomas Stafford i John Young

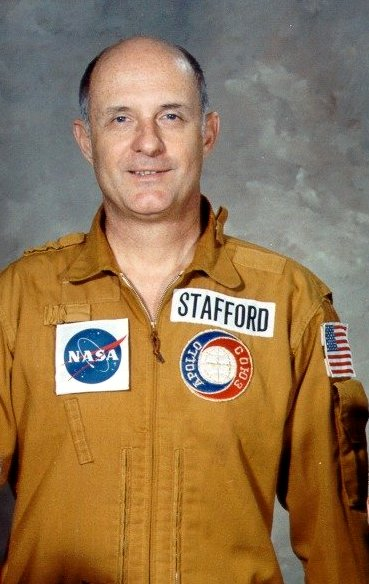
Thomas Patten Stafford, 1975

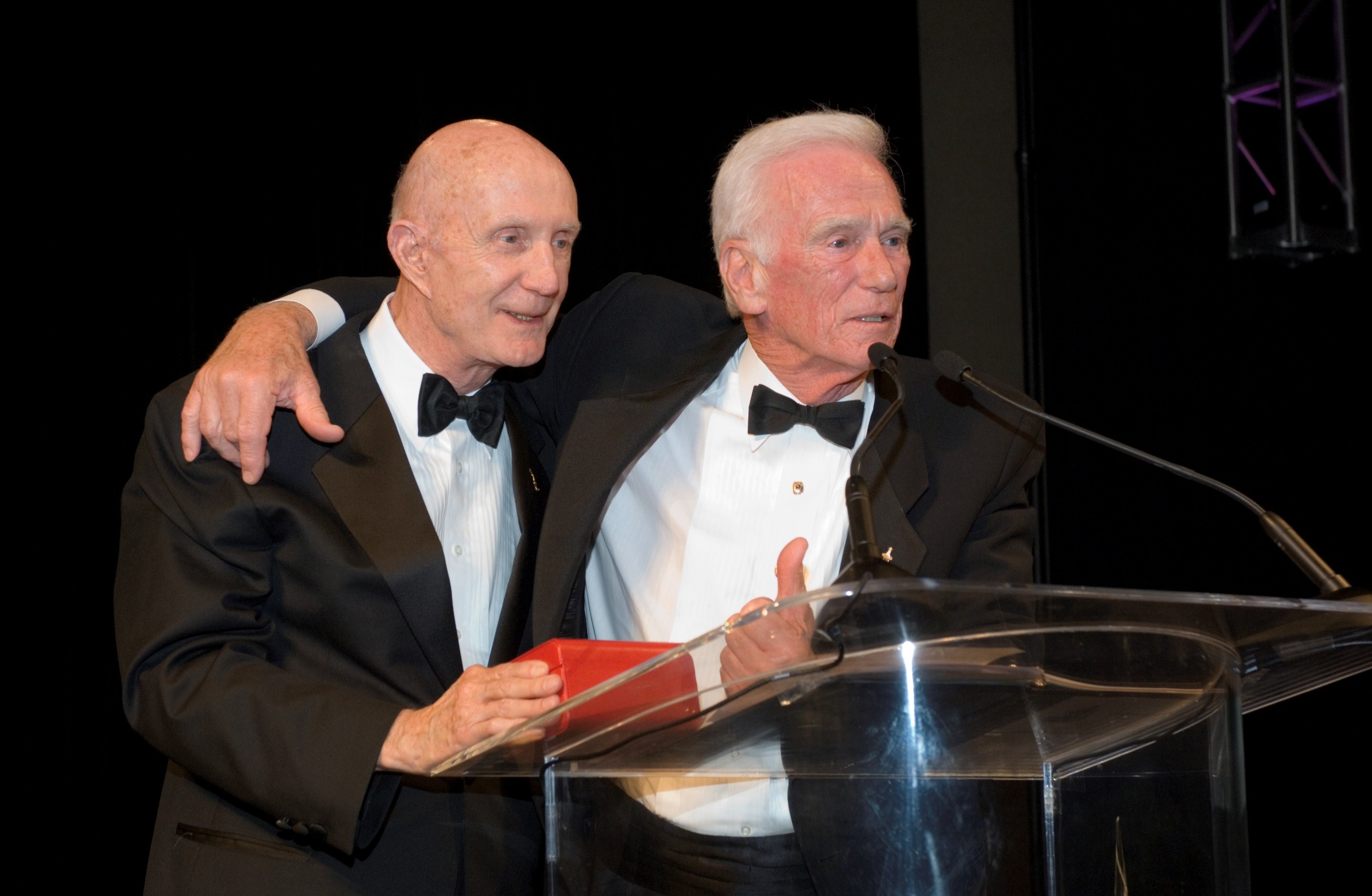
Thomas Stafford i Eugene Cernan, 2009

Jeszcze w 1966 w ramach projektu Apollo Stafford był wyznaczony do załogi rezerwowej drugiej misji, która miała przeprowadzić długotrwały lot na orbicie okołoziemskiej. Po katastrofie Apollo 1 plany zmieniono i Stafford jako dowódca wszedł w skład dublerów załogi misji Apollo 7. Później otrzymał dowodzenie lotem statku Apollo 10. Był to ostatni doświadczalny lot w ramach programu Apollo. W skład załogi weszli również astronauci: John Young – pilot modułu dowodzenia i Eugene Cernan – pilot modułu księżycowego (LM – Lunar Module). Na orbitę wokół Księżyca Apollo 10 wszedł 21 maja 1969 jako drugi załogowy statek kosmiczny. 22 maja moduł księżycowy „Snoopy” (ze Staffordem i Cernanem) odłączył się od modułu dowodzenia „Charlie Brown” i wypróbował procedury podejścia do lądowania, zniżając się do wysokości ok. 15 km od jego powierzchni, a następnie ponownie połączył się z modułem, w którym znajdował się John Young. Podczas lotu fotografowano powierzchnię Srebrnego Globu w poszukiwaniu lądowisk dla kolejnych misji programu Apollo. Lot był próbą generalną przed pierwszym lądowaniem ludzi na Księżycu. Jego pomyślny przebieg pozwolił na realizację tego podstawowego celu programu Apollo już podczas następnej misji – Apollo 11.

### Program ASTP (Apollo-Sojuz)
9 lutego 1973 Stafford został mianowany dowódcą podstawowej załogi statki kosmicznego Apollo-ASTP (Apollo-Soyuz Test Project), który miał uczestniczyć we wspólnym amerykańsko-radzieckim projekcie kosmicznym.
Swój czwarty i ostatni zarazem lot rozpoczął 15 lipca 1975. Razem z nim w kabinie Apollo-ASTP znaleźli się: Vance Brand oraz Donald Slayton. Ze strony radzieckiej na statku Sojuz 19 w kosmosie znaleźli się: Aleksiej Leonow oraz Walerij Kubasow. Dwa dni później, 17 lipca oba statki połączyły się na orbicie, a kosmonauci prowadzili wspólnie badania i eksperymenty. 24 lipca 1975 podczas powrotu Apolla na Ziemię doszło do awarii. Błąd załogi spowodował, że do wnętrza kapsuły dostały się trujące opary paliwa. Na szczęście żaden z trójki astronautów nie ucierpiał z tego powodu.
Lot Sojuz-Apollo był pierwszym wspólnym przedsięwzięciem obu mocarstw kosmicznych w zakresie załogowych lotów kosmicznych.

## Po zakończeniu kariery astronauty
W 1979 założył firmę Stafford, Burke and Hecker, Inc. Był też członkiem zarządów sześciu innych przedsiębiorstw.
W czerwcu 1990 został członkiem komitetu, który zajmował się wytyczaniem przyszłych celów dla załogowych lotów kosmicznych na najbliższe trzydzieści lat. Od połowy lat 90. był członkiem rady konsultacyjnej NASA w ramach programu Mir-Shuttle (NASA Advisory Council Task Force on Shuttle-Mir Rendezvous and Docking Missions), później przewodniczył radzie konsultacyjnej przy budowie Międzynarodowej Stacji Kosmicznej (NASA Advisory Council Task Force on ISS Operational Readiness). W lutym 2003, po katastrofie promu Columbia został współprzewodniczącym powołanej w Centrum Kosmicznym im. Johnsona grupy roboczej do sprawy wznowienia lotów wahadłowców (Return to Flight Task Group).
W czasie służby wojskowej latał na 127 różnych samolotach i śmigłowcach, spędzając w powietrzu ponad 7100 godzin.
Jest współautorem poradników dla pilotów: Pilot's Handbook for Performance Flight Testing i Aerodynamics Handbook for Performance Flight Testing.
Zmarł 18 marca 2024, po długiej chorobie.

## Odznaczenia i nagrody
Został odznaczony Prezydenckim Medalem Wolności, Congressional Space Medal of Honor, Medalem Sił Powietrznych za Wybitną Służbę (czterokrotnie), Zaszczytnym Krzyżem Lotniczym (dwukrotnie), Medalem Pochwały Sił Powietrznych, Medalem NASA „Za wybitne zasługi” (NASA Distinguished Service Medal – dwukrotnie), Medalem NASA „Za wyjątkowe zasługi” (NASA Exceptional Service Medal – dwukrotnie) i Medalem NASA „Za wybitne przywództwo” (NASA Outstanding Leadership Medal). Czterokrotnie otrzymał także Air Force Outstanding Unit Award.
Ponadto dekretem Prezydenta Federacji Rosyjskiej Dmitrija Miedwiediewa, nr 437 z 12 kwietnia 2011, został odznaczony Medalem „Za zasługi w podboju kosmosu”.
Stowarzyszenie Uczestników Lotów Kosmicznych (Association of Space Explorers) przyznało mu Universal Astronaut Insignia za lot orbitalny (nr 23).

## Wykaz lotów
| Loty kosmiczne, w których uczestniczył Thomas Stafford         | Loty kosmiczne, w których uczestniczył Thomas Stafford | Loty kosmiczne, w których uczestniczył Thomas Stafford | Loty kosmiczne, w których uczestniczył Thomas Stafford | Loty kosmiczne, w których uczestniczył Thomas Stafford | Loty kosmiczne, w których uczestniczył Thomas Stafford |
| Nr                                                             | Data startu                                            | Data lądowania                                         | Statek kosmiczny                                       | Funkcja                                                | Czas trwania                                           |
| -------------------------------------------------------------- | ------------------------------------------------------ | ------------------------------------------------------ | ------------------------------------------------------ | ------------------------------------------------------ | ------------------------------------------------------ |
| 1                                                              | 15 grudnia 1965                                        | 16 grudnia 1965                                        | Gemini 6A                                              | Drugi pilot                                            | 1 dzień 1 godzina 51 minut i 24 sekundy                |
| 2                                                              | 3 czerwca 1966                                         | 6 czerwca 1966                                         | Gemini 9A                                              | Dowódca misji                                          | 3 dni 20 minut i 50 sekund                             |
| 3                                                              | 18 maja 1969                                           | 26 maja 1969                                           | Apollo 10                                              | Pilot modułu dowodzenia                                | 8 dni 3 minuty i 23 sekundy                            |
| 4                                                              | 15 lipca 1975                                          | 24 lipca 1975                                          | Sojuz-Apollo                                           | Dowódca misji                                          | 9 dni 1 godzina 28 minut i 23 sekundy                  |
| Łączny czas spędzony w kosmosie – 21 dni 3 godziny i 44 minuty |                                                        |                                                        |                                                        |                                                        |                                                        |